# یواس‌اس گنزالز (دی‌دی‌جی-۶۶)
یواس‌اس گنزالز (دی‌دی‌جی-۶۶) (به انگلیسی: USS Gonzalez (DDG-66)) یک کشتی است که طول آن ۵۰۵ فوت (۱۵۴ متر) می‌باشد. این کشتی در سال ۱۹۹۵ ساخته شد.